# Суменов, Николай Мухтарбекович
Николай Мухтарбекович Суменов (1 марта 1938 — 19 ноября 2014, Москва) — советский и российский кинокритик, киновед, педагог.

## Биография
В 1965 году окончил киноведческий факультет Всесоюзного государственного института кинематографии (мастерская Александра Грошева), в 1971 году — аспирантуру Академии общественных наук при ЦК КПСС, защитив диссертацию на соискание ученой степени кандидата искусствоведения по теме «Документализм и проблема художественной правды в современном игровом кино».
Работал редактором Главной сценарно-редакционной коллегии Госкино СССР, главным редактором Экспериментального творческого объединения киностудии «Мосфильм», заместителем главного редактора журнала «Искусство кино», заведующим сектором Всесоюзного научно-исследовательского института киноискусства, инструктором, а затем заведующим сектором кино отдела культуры ЦК КПСС.
Был советником министра культуры РФ, советником руководителя Федерального агентства по культуре и кинематографии.
Член Союза кинематографистов, кандидат искусствоведения, доцент, много лет преподавал на кафедре киноведения ВГИКа.
Автор ряда книг и статей по вопросам киноискусства. Автор сценария фильма «Любовь Орлова. Монолог от первого лица» (2010).